# 홀-에루 공정
홀-에루 공정(Hall-Héroult process)은 빙정석 용융염을 이용해 보크사이트의 녹는점을 낮추는 알루미늄 생산 공정이다.
미국의 찰스 마틴 홀(Charles Martin Hall)와 프랑스의 폴 에루(Paul Héroult)가 독립적으로 발명하였다.

## 같이 보기
- 알루미늄의 역사
- 탄탈럼